# Fons Stoffels
Alphonsius Leonardus (Fons) Stoffels (Amsterdam, 3 februari 1945) is een Nederlands voormalig voetballer die als aanvaller speelde.
Hij begon bij FC Blauw-Wit Amsterdam. Stoffels reageerde in 1967 op een advertentie voor een trainingsstage in Spanje van de nieuwe Amerikaanse club Dallas Tornado. Stoffels werd geselecteerd en speelde eerst in 18 maanden oefenwedstrijden op vier continenten en in 1968 in de NASL. Over deze periode schreef hij het boek De wonderlijke wereldtour van Dallas Tornado, 1967-1968 dat in 2016 verscheen. Stoffels speelde vervolgens nog twee seizoenen bij Kansas City Spurs waarmee hij in 1969 de NASL won. Terug in Nederland speelde hij vanaf 15 december 1969 nog vierenhalf seizoen bij PEC Zwolle.

## Carrièrestatistieken
| Seizoen         | Club              | Land             | Competitie      | Competitie | Competitie | Beker | Beker | Internationaal | Internationaal | Overig | Overig | Totaal | Totaal |
| Seizoen         | Club              | Land             | Competitie      | Wed.       | Dlp.       | Wed.  | Dlp.  | Wed.           | Dlp.           | Wed.   | Dlp.   | Wed.   | Dlp.   |
| --------------- | ----------------- | ---------------- | --------------- | ---------- | ---------- | ----- | ----- | -------------- | -------------- | ------ | ------ | ------ | ------ |
| 1963/64         | Blauw Wit         | Nederland        | Eredivisie      | –          | –          | –     | 0     | 0              | 0              | 0      | 0      | –      | –      |
| 1964/65         | Blauw Wit         | Nederland        | Eerste divisie  | –          | –          | –     | 0     | 0              | 0              | 0      | 0      | –      | –      |
| 1968            | Dallas Tornado    | Verenigde Staten | NASL            | 18         | 2          | –     | –     | –              | –              | –      | –      | 18     | 2      |
| 1968            | Kansas City Spurs | Verenigde Staten | NASL            | 2          | 0          | –     | –     | –              | –              | –      | –      | 2      | 0      |
| 1969            | Kansas City Spurs | Verenigde Staten | NASL            | 16         | 8          | –     | –     | –              | –              | –      | –      | 16     | 8      |
| 1969/70         | PEC               | Nederland        | Tweede divisie  | –          | 1          | 0     | 0     | 0              | 0              | 0      | 0      | –      | 1      |
| 1970/71         | PEC               | Nederland        | Tweede divisie  | –          | 6          | 1     | 0     | 0              | 0              | 0      | 0      | –      | 6      |
| 1971/72         | PEC Zwolle        | Nederland        | Eerste divisie  | –          | 6          | 1     | 1     | 0              | 0              | 0      | 0      | –      | 7      |
| 1972/73         | PEC Zwolle        | Nederland        | Eerste divisie  | –          | 4          | 1     | 1     | 0              | 0              | 0      | 0      | –      | 5      |
| 1973/74         | PEC Zwolle        | Nederland        | Eerste divisie  | –          | 2          | 1     | 0     | 0              | 0              | 0      | 0      | –      | 2      |
| Carrière totaal | Carrière totaal   | Carrière totaal  | Carrière totaal | –          | –          | –     | 2     | 0              | 0              | 0      | 0      | –      | –      |

## Erelijst
Kansas City Spurs
| Nationaal |    |      |
| NASL      | 1x | 1969 |